# Bykle kommun
Bykle kommun (norska: Bykle kommune) är den nordligaste kommunen i Agder fylke i södra Norge. Den ligger i landskapet Setesdal och gränsar till kommuner i både Vestland fylke och Telemark fylke. Kommunen genomskärs av riksväg 9 och har två jämnstora tätorter, Hovden och Bykle kyrkby.
Viktiga näringar är vattenkraft och turism. Hovden är den största vintersportorten söder om Hardangervidda. Bygden karaktäriseras av högfjäll som går upp till 1500 meter över havet. Största vattendraget är älven Otra.

## Administrativ historik
Bykle kommun upprättades den 1 januari 1902 genom utbrytning ur Valle kommun. Kommunen hade 476 invånare vid upprättandet. Sedan dess har kommunens gränser förblivit oförändrade.

## Tätorter
I Bykle kommun finns två tätorter:
- Bykle (centralort)
- Hovden

## Socknar
Inom Norska kyrkan motsvaras Bykle kommun av Bykle socken i Otredals prosteri i Agder og Telemarks stift.

## Bilder

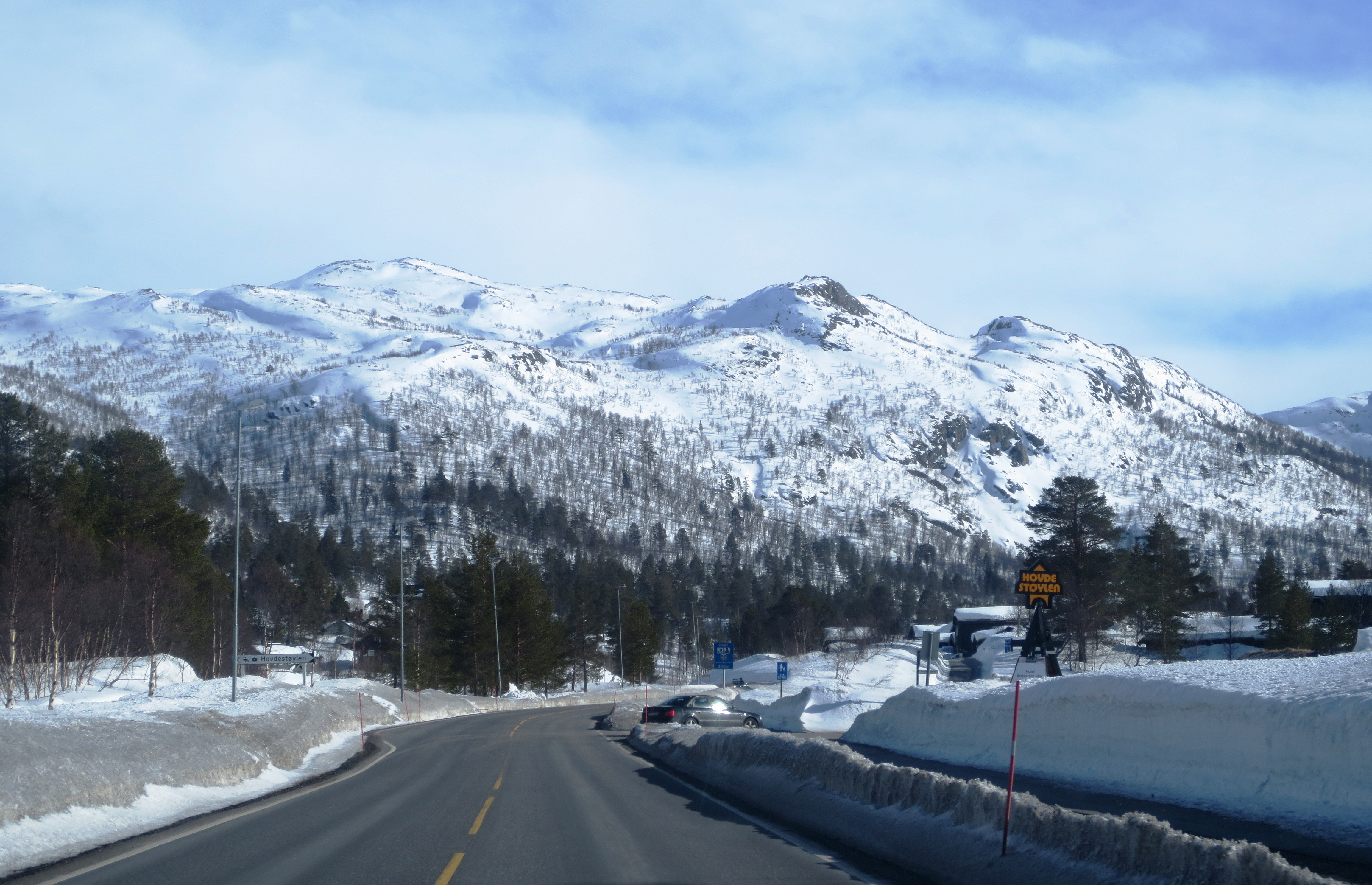
Hovden.
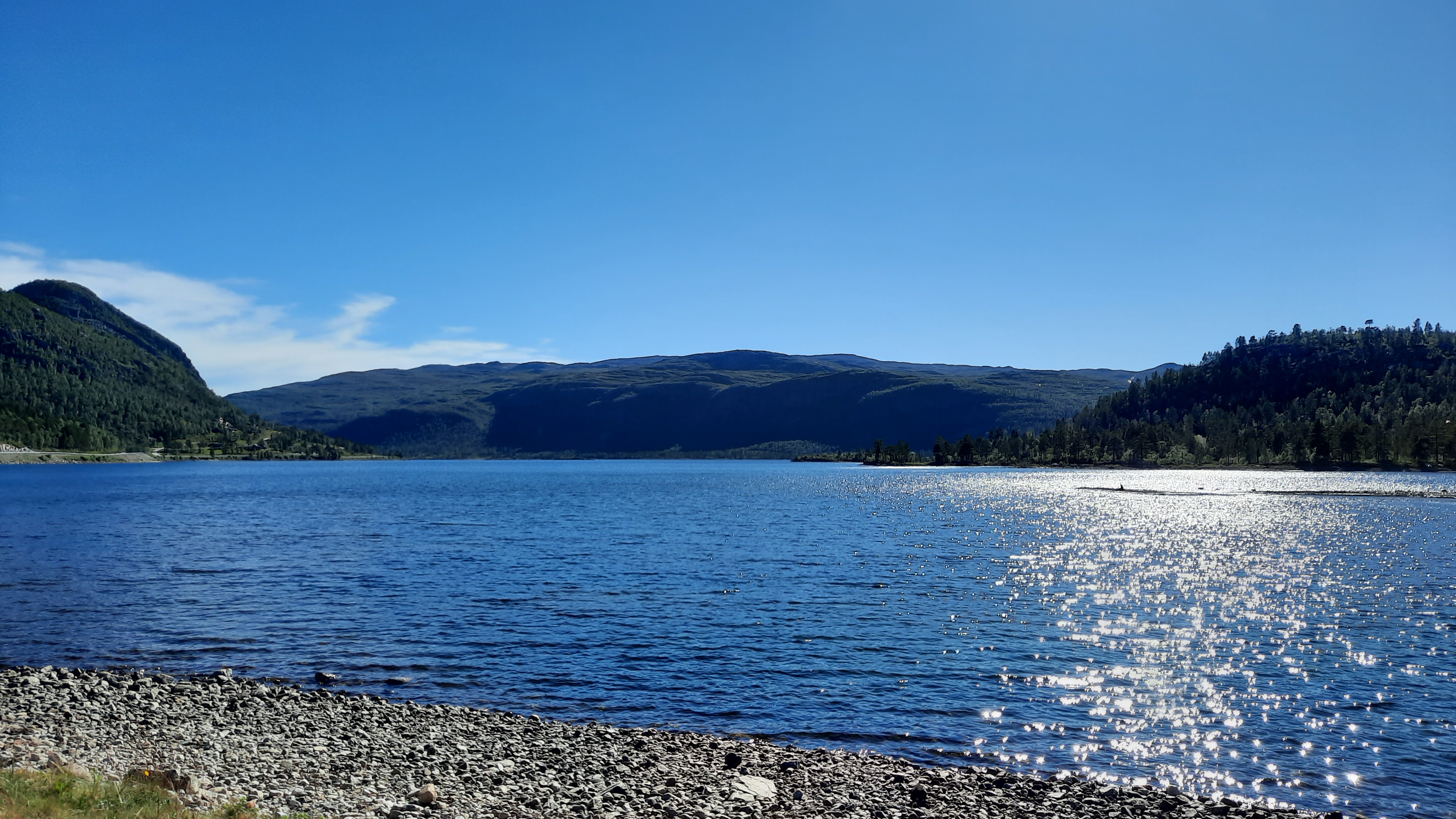
Hartevatn.
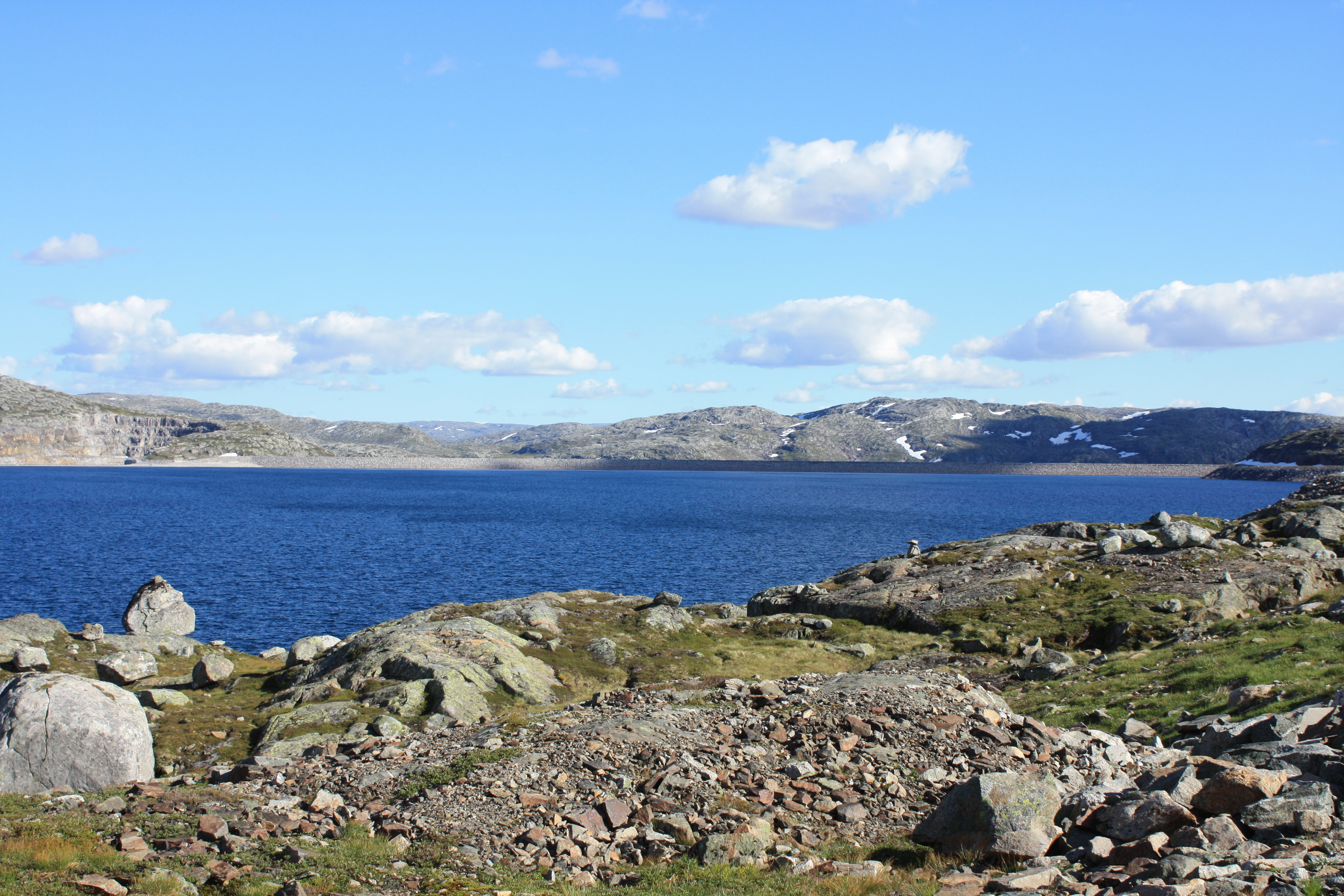
Blåsjø.
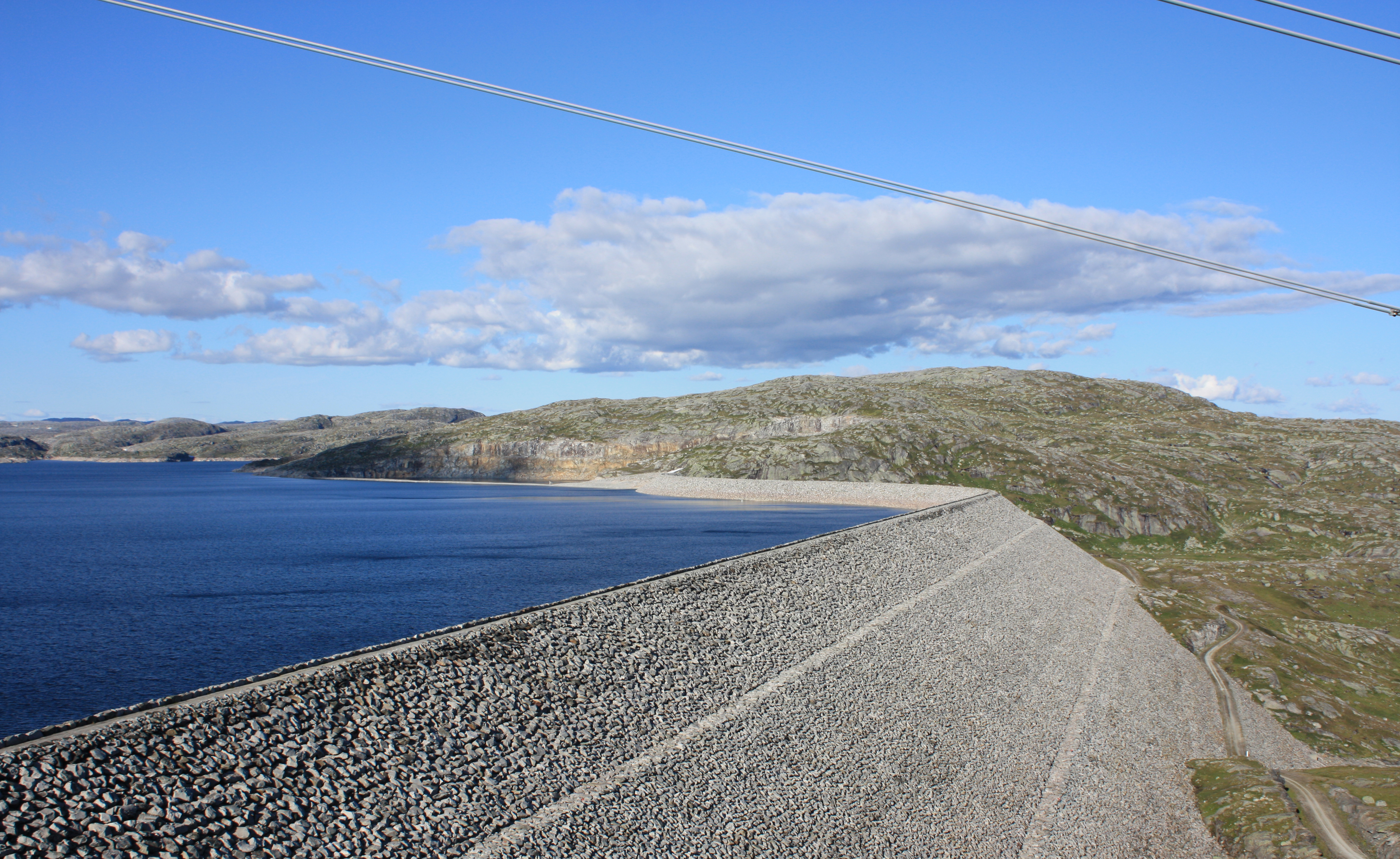
Storevassdammen.